# Wilhelm Schultz (Ministerialbeamter)
Wilhelm Schultz (* 19. März 1862 in Brieg; † 28. Oktober 1933) war ein deutscher Ministerialbeamter.
Wilhelm Schultz studierte und schloss eine Promotion ab. Ab 1919 war er als Ministerialdirektor im neu eingerichteten Reichsschatzministerium in Berlin. Hier war er bis zu seinem Ruhestand 1923 Leiter der Abteilung II (Liegenschaftsverwaltung).
1926 war er als Ministerialdirektor im einstweiligen Ruhestand für das Reichsfinanzministerium stellvertretender Bevollmächtigter zum Reichsrat.